# マーク・イートン (バスケットボール)
マーク・E・イートン (Mark E. Eaton, 1957年1月24日 - 2021年5月28日) は、カリフォルニア州イングルウッド出身の元バスケットボール選手。ポジションはセンター。長身と高い守備能力で知られた。

## 経歴
彼はカリフォルニア州南部で育った。少年の頃はバスケットボールよりも水球に夢中になった。ウェストミンスター高校を卒業後、自動車整備工として3年間働いていたがそこで車の修理に訪れたサイプレス・ジュニアカレッジのアシスタントコーチに見いだされて入学、その後UCLAに編入学したがそこでは2年間で11試合、わずか42分しかプレイさせてもらえなかった。
UCLAでほとんど活躍できなかった彼はNBAチームの興味をひかなかったが、ユタ・ジャズが優れたディフェンス選手となる期待をこめて1982年のNBAドラフト4巡目全体72番目に指名し、彼は入団した。（この指名について当時のヘッドコーチであったフランク・レイデンはレッド・アワーバックの言葉、「身長は教えられるものではない。」を理由としてあげている。）
彼は入団後すぐに頭角を現した。先発センターであったダニー・シェイズからポジションをすぐに奪い81試合で275回のブロックショットを記録した。1試合平均3.4ブロックはアトランタ・ホークスのトゥリー・ロリンズ、サンディエゴ・クリッパーズのビル・ウォルトンに次いでシーズン3位の記録であった。2シーズンには595リバウンド、351ブロックショットの数字を残し、1試合平均4.28ブロックはNBAトップであった。チームはこの年初のプレーオフ出場を果たした。3シーズン目となった1984-85年シーズンに彼はエルモア・スミスが1973-74年シーズンに達成したNBA記録393を大きく上回る456ブロックショット（1試合平均5.56ブロック）を達成した。この年ブロック2位のアキーム・オラジュワンは1試合平均2.68ブロックであった。リバウンドでもリーグ5位の1試合平均11.3リバウンドをあげてNBA最優秀守備選手賞及びオール・ディフェンス・ファーストチームに選ばれた。
彼のオフェンス能力は優れたものではなかったが、チームにカール・マローンとジョン・ストックトンが加入するとユタ・ジャズはNBA有数の強豪となり、イートンも1986-87シーズン、1987-88シーズン、1988-89シーズンとブロック王になった。1988-89シーズンにはNBA7位の10.3リバウンドもあげて2度目の最優秀守備選手賞を獲得した。また1989年のNBAオールスターゲームにもチームメートのマローン、ストックトンと共に出場している。
キャリアの晩年、彼はひざと背中に故障を抱えリバウンドやブロックショット数も減っていきキャリア最後のシーズンとなった1992-93年シーズンは64試合、1試合平均17.3分の出場に留まった。
ジャズ一筋でプレイして引退したイートンは875試合出場、5,216得点、6,939リバウンド、3,064ブロックの数字を残した。通算ブロックショット数はカリーム・アブドゥル＝ジャバーの3,189回に次ぐ歴代2位であった。現在も彼の1試合平均3.50ブロックはNBA記録として残っている。
1995-96年シーズン中に彼の背番号53はジャズの永久欠番となった。
引退後、彼は地元テレビ局でユタ・ジャズ、ユタ大学のバスケットボール解説者として活躍していた。
2021年5月28日、ユタ州パークシティーの自宅から自転車で外出した後に道路で倒れているところを発見され、搬送先の病院で死亡が確認された。死因は明らかになっていない。64歳没。

## 個人成績
| *             | リーグリーダー |
| double-dagger | NBA記録        |

### NBA

#### レギュラーシーズン
| シーズン     | チーム       | GP  | GS  | MPG  | FG%  | 3P%  | FT%  | RPG  | APG | SPG | BPG  | PPG |
| ------------ | ------------ | --- | --- | ---- | ---- | ---- | ---- | ---- | --- | --- | ---- | --- |
| 1982–83      | UTA          | 81  | 32  | 18.9 | .414 | .000 | .656 | 5.7  | 1.4 | .3  | 3.4  | 4.3 |
| 1983–84      | UTA          | 82* | 78  | 26.1 | .466 | .000 | .593 | 7.3  | 1.4 | .3  | 4.3* | 5.6 |
| 1984–85      | UTA          | 82* | 82* | 34.3 | .449 | ---  | .712 | 11.3 | 1.5 | .4  | 5.6  | 9.7 |
| 1985–86      | UTA          | 80  | 80  | 31.9 | .470 | ---  | .604 | 8.4  | 1.3 | .4  | 4.6  | 8.5 |
| 1986–87      | UTA          | 79  | 79  | 31.7 | .400 | ---  | .657 | 8.8  | 1.3 | .5  | 4.1* | 7.7 |
| 1987–88      | UTA          | 82  | 82  | 33.3 | .418 | ---  | .623 | 8.7  | .7  | .5  | 3.7* | 7.0 |
| 1988–89      | UTA          | 82* | 82* | 35.5 | .462 | ---  | .660 | 10.3 | 1.0 | .5  | 3.8  | 6.2 |
| 1989–90      | UTA          | 82* | 82* | 27.8 | .527 | ---  | .669 | 7.3  | .5  | .4  | 2.5  | 4.8 |
| 1990–91      | UTA          | 80  | 80  | 32.3 | .579 | ---  | .634 | 8.3  | .6  | .5  | 2.4  | 5.1 |
| 1991–92      | UTA          | 81  | 81  | 25.0 | .446 | ---  | .598 | 6.1  | .5  | .4  | 2.5  | 3.3 |
| 1992–93      | UTA          | 64  | 57  | 17.3 | .546 | ---  | .700 | 4.1  | .3  | .3  | 1.2  | 2.8 |
| 通算:11年    | 通算:11年    | 875 | 815 | 28.8 | .458 | .000 | .649 | 7.9  | 1.0 | .4  | 3.5  | 6.0 |
| オールスター | オールスター | 1   | 0   | 9.0  | ---  | ---  | ---  | 5.0  | .0  | .0  | 2.0  | .0  |

#### プレイオフ
| シーズン  | チーム    | GP | GS | MPG  | FG%  | 3P% | FT%  | RPG  | APG | SPG | BPG | PPG  |
| --------- | --------- | -- | -- | ---- | ---- | --- | ---- | ---- | --- | --- | --- | ---- |
| 1984      | UTA       | 11 | –  | 23.1 | .512 | --- | .471 | 6.9  | .8  | .5  | 3.1 | 4.5  |
| 1985      | UTA       | 5  | 5  | 31.6 | .353 | --- | .714 | 9.0  | 1.0 | .8  | 5.8 | 5.8  |
| 1986      | UTA       | 4  | 4  | 39.3 | .491 | --- | .667 | 9.0  | 2.5 | .3  | 4.5 | 14.5 |
| 1987      | UTA       | 5  | 5  | 38.6 | .463 | --- | .640 | 11.0 | .6  | .2  | 4.2 | 10.8 |
| 1988      | UTA       | 11 | 11 | 41.9 | .477 | --- | .639 | 9.4  | 1.2 | 1.1 | 3.1 | 7.7  |
| 1989      | UTA       | 3  | 3  | 33.0 | .471 | --- | .818 | 11.0 | .3  | .3  | .7  | 8.3  |
| 1990      | UTA       | 5  | 5  | 25.6 | .529 | --- | .200 | 6.0  | .0  | .6  | 2.8 | 3.8  |
| 1991      | UTA       | 9  | 9  | 28.3 | .516 | --- | .583 | 6.2  | .6  | .1  | 1.4 | 4.3  |
| 1992      | UTA       | 16 | 16 | 29.6 | .565 | --- | .778 | 5.6  | .3  | .4  | 2.3 | 4.6  |
| 1993      | UTA       | 5  | 5  | 23.4 | .526 | --- | .500 | 6.6  | .4  | .0  | 1.8 | 4.4  |
| 出場:10回 | 出場:10回 | 74 | 63 | 31.0 | .489 | --- | .639 | 7.5  | .7  | .5  | 2.8 | 6.1  |